# Mihai Neşu
Mihai Mircea Neşu (født 19. februar 1983 i Oradea, Rumænien) er en tidligere rumænsk fodboldspiller, der spillede som venstre back. Inden han satte støvlerne på hylden, spillede han for FC Utrecht. Før dette havde han sine første syv sæsoner som seniorspiller repræsenteret Steaua Bukarest.

## Landshold
Neşu står noteret for otte kampe for Rumæniens landshold. Han debuterede for holdet i 2005 i et opgør mod Elfenbenskysten.